# The Light (álbum)
The Light es el primer álbum de la banda americana de rock progresivo Spock's Beard. El álbum tiene dos carátulas (uno de ellos de la edición normal y otro de la edición Europea).

## Lista de canciones
1. The Light - 15:05
  - The Dream
  - One Man
  - Garden People
  - Looking Straight into the Light
  - The Man in the Mountain
  - Señor Valasco's Mystic Voodoo Love Dance
  - The Return of the Horrible Catfish Man
  - The Dream
2. Go the Way you Go - 12:03
3. The Water - 23:14
  - Introduction/The Water
  - When It All Goes to Hell
  - A Thief in the Night
  - FU/I'm Sorry
  - The Water (revisited)
  - Runnin' the Race
  - Reach for the Sky
4. On the Edge - 6:11

### Bonus track edición europea
1. The Light (home demo) - 15:18

## Personal
1. - Neal Morse - Voz, piano, guitarra (acústica y eléctrica)
  - Alan Morse - guitarra eléctrica, chelo, mellotron y voz
  - Dave Meros - bajo, french horn
  - Nick D'Virgilio - Batería y voz